# Sphaerostephanos invisus
Sphaerostephanos invisus är en kärrbräkenväxtart som först beskrevs av Georg Forster, och fick sitt nu gällande namn av Holtt. Sphaerostephanos invisus ingår i släktet Sphaerostephanos och familjen Thelypteridaceae. Inga underarter finns listade.